# Dracocephalum tanguticum
Dracocephalum tanguticum là một loài thực vật có hoa trong họ Hoa môi. Loài này được Maxim. mô tả khoa học đầu tiên năm 1881.